# خفاش دم‌کوتاه کلمبیا
خفاش دم‌کوتاه کلمبیا (نام علمی: Carollia colombiana) نام یک گونه از سرده خفاش‌های برگ‌بینی دم‌کوتاه است.